# Telefonia Dialog
Telefonia DIALOG Spółka z o.o. (DIALOG) – były ogólnopolski, niezależny operator telefonii stacjonarnej i komórkowej, dostawca usług internetowych, telewizji cyfrowej IPTV. Oprócz własnej infrastruktury, DIALOG świadczył również usługi na łączach TPSA (WLR – abonament DIALOGu, usługa telefoniczna oraz BSA – dostęp do internetu), które można uzyskać po uprzednim zawarciu umowy.
Firma powstała 12 sierpnia 1997 roku pod nazwą Telefonia Lokalna S.A. z siedzibą w Lubinie. W marcu 2000 spółka otrzymała koncesję na świadczenie usług internetowych na terenie całej Polski. 27 marca 2002 roku, po otrzymaniu zezwolenia Urzędu Regulacji Telekomunikacji i Poczty na świadczenie powszechnych usług telekomunikacyjnych na terenie całego kraju, DIALOG stał się operatorem międzystrefowym.
Na koniec III kwartału 2011 roku Grupa Kapitałowa DIALOG S.A. miała 1018 tys. linii dzwoniących. Liczba usług transmisji danych wyniosła 157 tys. Z cyfrowej telewizji, oferowanej w ramach pakietu DIALOGmedia telewizji cyfrowej IPTV z telefonem stacjonarnym i dostępem do internetu, korzystało 43 tys. klientów. Usługi mobilne (telefonia komórkowa Diallo i internet DialNet Mobilny) posiadało 45 tys. klientów (dane na koniec III kwartału 2011 r.). Od połowy 2007 roku DIALOG oferował także usługi internetowe na bazie sieci TP SA z wykorzystaniem dostępu Bitstream Access.
W 1998 roku, jako pierwszy w Polsce operator sieci telefonii stacjonarnej, wprowadził do swojej oferty sekundową taryfikację rozmów telefonicznych (taryfa Pionier).
W 2004 roku, jako jeden z pierwszych operatorów w Polsce, DIALOG umożliwił swoim klientom blokowanie pornografii internetowej. Usługa pod nazwą „Strażnik Dostępu” działała do 2010 roku.
Spółka oferowała usługi telefonii stacjonarnej, szerokopasmowego i mobilnego internetu, telewizji cyfrowej IPTV. W lutym 2010 DIALOG dołączył do palety swoich usług telefonię komórkową oferowaną w oparciu o model MVNO, a we wrześniu 2010 – także internet mobilny.
Od roku 2007 Telefonia DIALOG S.A. była organizatorem Ogólnopolskiej Olimpiady Wiedzy o Internecie DialNet Masters, przeznaczonej dla uczniów szkół gimnazjalnych i ponadgimnazjalnych.
Do 16 grudnia 2011 KGHM Polska Miedź SA była właścicielem 100% udziałów spółki. W skład Grupy Kapitałowej Telefonia DIALOG wchodziły: Telefonia DIALOG S.A. jako spółka dominująca oraz spółki zależne: AVISTA MEDIA Sp. z o.o. (100% udziałów nabytych w sierpniu 2006 roku) oraz PETROTEL Sp. z o.o. (99,99% udziałów nabytych na przestrzeni listopada 2008 – marca 2009 roku). W 2009 DIALOG kupił od syndyka Nyską Sieć Informatyczną Sp. z o.o.
29 września 2011 roku KGHM – właściciel DIALOGu zawarł umowę warunkową sprzedaży 100% akcji spółce Netia, która stała się właścicielem DIALOGu po uzyskaniu zgody na transakcję od UOKiK w dniu 9 grudnia 2011 a transakcję sfinalizowano 16 grudnia.
W listopadzie 2013 firma opuściła biurowiec „Cuprum” przy Placu Jana Pawła II i przeniosła się do nowej siedziby przy ulicy Strzegomskiej 142a.
30 listopada 2018 roku doszło do połączenia spółki Netia S.A. z jej jednoosobową spółką zależną – Telefonia Dialog sp. z o.o. i tym samym likwidacji spółki Telefonia Dialog sp. z o.o. Połączenie nastąpiło poprzez przeniesienie całego majątku spółki przejmowanej na Netię (łączenie przez przejęcie).

## Inna działalność
W październiku 2006 DIALOG za 2,15 mln zł kupił większościowy pakiet akcji sklepu internetowego Vivid.pl. Sklep przynosił jednak straty i pod koniec września 2008 ogłoszono jego upadłość.
3 lutego 2008 roku została podpisana umowa pomiędzy Telefonią DIALOG S.A. a Zagłębiem Lubin SA, dotycząca sprzedaży praw do nazwy stadionu piłkarskiego w Lubinie. Oficjalna nazwa stadionu brzmiała DIALOG Arena.